# Cnemaspis barbouri
Cnemaspis barbouri är en ödleart som beskrevs av  Perret 1986. Cnemaspis barbouri ingår i släktet Cnemaspis och familjen geckoödlor. Inga underarter finns listade i Catalogue of Life. Artepitet i det vetenskapliga namnet hedrar zoologen Thomas Barbour som tillsammans med Arthur Lovridge skrev en avhandling om kräldjur och groddjur i Östafrika.
Exemplaren blir upp till 60 mm långa. På finns utskott som liknar vårtor som är ordnade i 6 eller fler rader. Ryggen bär en blandning av ljusgröna, olivgröna och gråa fläckar. På den ljusgråa undersidan finns tre längsgående mörka linjer.
Arten har flera från varandra skilda populationer i och bredvid bergstrakter i nordöstra Tanzania. Den hittas i låglandet och på 1300 meter höga toppar. Habitatet utgörs av skogar.
Ödlan har antagligen samma levnadssätt som andra släktmedlemmar. De är aktiva på dagen och klättrar i träd samt på klippor. Individerna gömmer sig ofta under lösa barkskivor och i bergssprickor. Födan utgörs av insekter och andra små leddjur. Honor lägger ägg.
Flera skogar där arten lever är skyddszoner. IUCN listar Cnemaspis barbouri som livskraftig (LC).